# 阿爾布雷希特五世 (薩克森-勞恩堡)
阿爾布雷希特五世 (1330年代中期 – 1370年)，薩克森-勞恩堡公爵，阿爾布雷希特四世與妻子施威林伯爵岡策林六世的女兒施威林的碧雅特的次子。
阿爾布雷希特五世於1356年繼承他的兄長為薩克森-貝格多夫-默爾恩公爵，是薩克森-勞恩堡公國的一個分支。約翰三世在沒有繼承人的情況下去世，由他的弟弟埃里希三世繼承爵位。
資金短缺的阿爾布雷希特五世在得到他的弟弟埃里希同意後，將默爾恩莊園出售給呂貝克，以換取 9737.50呂貝克馬克。然而，雙方同意僅由公爵或其繼承人為自己回購，而不是作為中間人為他人而回購。呂貝克認為這次收購至關重要，因為默爾恩是不倫瑞克和呂貝克之間貿易通道的重要一環——這裡尤其是鹽——通過呂貝克運到斯堪的納維亞半島然後返回。因此，呂貝克用武裝警衛在莫爾恩駐守，以維持道路上的治安。
然而，節儉的阿爾布雷希特五世卻謀劃新的收入來源。因此，阿爾布雷希特和他的堂兄薩克森-拉策堡-勞恩堡公爵埃里希二世同意在漢堡附近掠奪經過他們的公國的商人和其他旅客。因此，在1363年，漢堡自由市和紹恩堡和荷爾斯泰因-基爾伯爵阿道夫七世在他的親戚不來梅大主教阿爾貝二世的支持下，將城市東北部的街道從強盜埃里克二世和阿爾布雷希特五世手中解放出來，征服後者在貝爾格多夫的城堡。
到1366年1月25日，阿爾布雷希特五世與韋爾勒勳爵尼庫勞斯三世的女兒韋爾勒的凱瑟琳結婚（*?– 1402年12月17日之後*）。凱瑟琳和阿爾布雷希特五世二人並沒有子女。